# Nicolai Lilin
Nikolai Iurievici Verjbițki (n. 12 februarie 1980, Tighina, RSS Moldovenească, URSS), cunoscut sub numele de Nicolai Lilin, este un scriitor și artist tatuator italiano-moldovean originar din Transnistria. S-a mutat în Italia la începutul anilor 2000 și a scris primul său roman, Educație Siberiană, în 2009. Acesta a fost ulterior adaptat într-un film din 2013, cu John Malkovich în rol principal. Romanul, despre care Lilin a susținut că se bazează pe experiențele sale trăite în rândul bandelor criminale siberiene din orașul său natal, Bender, a devenit un bestseller în Italia, însă a fost etichetat drept un memoriu fals de unii jurnaliști și istorici. Critici similare au fost aduse și la adresa continuării sale, Caduta libera, care relatează presupusele experiențe ale autorului în timpul celui de-al doilea război cecen.
Deși, inițial a fost un critic vocal al Rusiei sub conducerea lui Vladimir Putin, începând cu 2014, Lilin a adoptat constant poziții antiucrainene și antioccidentale pe parcursul războiului ruso-ucrainean și a atras atenția prin exprimarea unor vederi eurasianiste și antisemite, precum și prin răspândirea de teorii ale conspirației, știri false și declarații calomnioase.

## Biografie

### Origini
Lilin susține că este descendent al unui popor indigen siberian nomad și creștinat, care în trecut venera tigrii și care se împodobeau cu tatuaje menite să le simbolizeze experiențele de viață și să servească drept mijloc de identificare, o practică despre care el spune că datează de 5.000 de ani. El a oferit relatări diferite cu privire la proveniența exactă a strămoșilor săi: din sudul Siberiei în 2011, respectiv din Iacutia în 2017. Acest grup nativ, pe care îl numește „Efei”, ar fi atacat convoaiele caravanelor indiene și chineze din Siberia până ce au fost eradicați de forțele țariste. Un grup disident numit „Urca” s-a refugiat în taiga și ar fi format o organizație criminală, opunându-se tuturor încercărilor de a fi subjugați, până când au fost în cele din urmă înfrânți de sovietici. Din ordinul lui Stalin, Urca ar fi fost deportați la Bender, Moldova în 1938. Într-un interviu pentru Vanity Fair, Lilin a declarat că Urca au fost trimiși să facă „munca murdară” a regimului sovietic, epurând orașul de evrei proeuropeni, naționaliști ucraineni, români și moldoveni.
Afirmațiile lui Lilin referitoare la originea sa au fost contestate. Fosta kremlinoloagă și jurnalistă a revistei La Stampa, Anna Zafesova, precum și criminologul Federico Varese, au remarcat că „Urca” nu denumește un grup etnic, așa cum pretinde Lilin, ci este un termen înregistrat pentru prima dată la începutul secolului al XX-lea, cu sensul de hoț profesionist, în timp ce istoricul Pavel Polian a notat că „Efei” nu a existat niciodată. Atât Polian, cât și Varese, precum și istoricul Donald Rayfield, antropologul Michael Bobick și jurnalista revistei Kommersant, Elena Cernenko, au subliniat în plus că victimele transferului de populație în Uniunea Sovietică erau trimise în Siberia, dar niciodată de acolo, iar că Stalin nu ar fi putut deporta Urcas la Bender în 1938, deoarece orașul făcea încă parte din România. Lilin însuși avea să admită într-un interviu pentru Le Monde că nu știa exact cine erau Urca, aflând despre ei doar din relatările bunicului său, însă nu a reușit să găsească niciun document de arhivă care să confirme povestea.
Potrivit unchiului lui Lilin, Vitali, familia Verjbițki își are originea în Polonia stabilindu-se în Moldova în secolul al XIX-lea. O scrisoare de reabilitare și datele descoperite de organizația Memorial despre străbunicul lui Lilin arată că acesta nu era un criminal siberian deportat, ci un muncitor dintr-o fabrică din Kurtamysh, născut în Tiraspol, care a fost executat de NKVD în 1938 sub acuzația de a fi agent român.

### Tinerețe
Dacă sintetizăm informațiile din cartea lui Nicolai Lilin [Educație Siberiană], interviurile sale din presa occidentală și aparițiile sale la târguri de carte, reiese că până la vârsta de 23 de ani autorul a reușit să: facă de două ori închisoare în Transnistria, să fie sub anchetă în Rusia, să servească trei ani ca lunetist în Cecenia și încă doi ani ca mercenar în Israel, Irak și Afganistan. La 24 de ani, s-a angajat ca pescar pe un vas în Irlanda, apoi s-a mutat în Italia, unde s-a căsătorit, a deschis un salon de tatuaje, a scris un bestseller și a fost aproape victima unei tentative de asasinat cu motivație politică.
Lilin s-a născut pe numele Nikolai Iurievici Verjbițki din părinții Iuri și Lilia în Bender, în RSS Moldovenească. El descrie o copilărie marcată de sărăcie, fără baie, în care gazul și electricitatea erau considerate lux. Într-un interviu din 2010, a declarat că nu a mers niciodată la școală, deși mai târziu s-a contrazis singur în scrierile și interviurile ulterioare.
Lilin susține că, la vârsta de 12 ani, odată cu izbucnirea Războiului din Transnistria, i s-a înmânat pentru prima dată o armă de foc și că, alături de alți copii, a cules informații și muniție în timpul bătăliei de la Bender. El afirmă că în cursul conflictului a pierdut un unchi și un văr, uciși de o bandă de neonaziști condusă de Andriy Parubiy. Mai susține că, după război, a participat la un război al bandelor împreună cu tatăl său, care ar fi fost jefuitor de bănci. Părinții săi s-au despărțit după ce tatăl a suferit trei tentative de asasinat și s-a mutat în Grecia, în timp ce mama sa s-a mutat în Italia, lăsându-l pe Lilin în grija bunicilor. Lilin îl descrie pe bunicul său ca fiind un membru în vârstă al unei bande criminale, care l-a învățat primele noțiuni despre Urca și i-a fost ca un tată surogat. În mai multe interviuri, a susținut că bunicul său a fost un vânător siberian și supraviețuitor al Gulagului, care, deși anticomunist, ar fi luptat ca lunetist în timpul celui de-al Doilea Război Mondial și s-ar fi aflat în același convoi care l-a dus pe Vasily Zaitsev la Stalingrad.
Lilin a declarat că a fost încarcerat într-o închisoare de maximă securitate pentru minori la vârsta de 12 ani, pentru tentativă de omor, după ce ar fi înjunghiat un consumator de droguri în legitimă apărare. De asemenea, susține că a mutilat un bărbat care determinase un băiat să se sinucidă. Lilin afirmă că a ucis pentru prima dată la 14 ani, victima fiind un traficant de droguri „țigan” pe care l-a împușcat cu revolverul bunicului său. Tot la 14 ani, potrivit relatărilor sale, ar fi înjunghiat un băiat în spate, lăsându-l paralizat pe viață. Un profil al lui Lilin din Transnistria arată însă că singurele sale infracțiuni înregistrate au fost furturi de bărci pe râul Nistru.
Potrivit lui Igor Popușnoi, un locuitor din Bender care l-a cunoscut pe Lilin de când acesta avea 19 ani, Lilin obișnuia să inventeze povești despre sine și nu a făcut niciodată închisoare, ci și-ar fi câștigat existența lucrând în domeniul aplicării legii. Un alt cunoscut din Bender, Viktor Dadetski, a lăsat să se înțeleagă că Lilin ar fi fost influențat de filmele de acțiune pe care le împrumuta de la magazinul său video.

### Serviciu în Cecenia
Lilin susține că la 18 ani a început să servească în armata rusă. Într-un interviu pentru Vanity Fair, a afirmat că a fost încorporat în timp ce studia yoga în India, în timp ce, într-un interviu cu Oliver Bullough, a declarat că s-a înrolat voluntar. Mai susține că a servit timp de doi ani și trei luni în trupele antiteroriste ale GRU în timpul celui de-al doilea război cecen. Unele surse italiene afirmă că a servit în Regimentul 56 de asalt aerian de gardă.
El afirmă că a luat parte, pentru scurt timp, la bătălia de la Grozny și a declarat într-un interviu pentru Il Giornale că a participat la torturarea prizonierilor de război. Subliniază că s-a confruntat cu puțini luptători ceceni în timpul conflictului, afirmând că, în mare parte, adversarii săi erau mercenari din Afganistan, Iordania și Arabia Saudită. El a relatat două incidente din timpul războiului în care era să-și piardă viața: mai întâi când a fost împușcat în piept cu un AK-47, scăpând cu viață datorită vestelor antiglonț, și apoi când vehiculul în care se afla a fost răsturnat de un lansator de grenade, ceea ce a dus la moartea a doi camarazi și i-a provocat lui probleme de auz.
Cercetările efectuate de Elena Cernenko arată însă că numele lui nu apare în nicio sursă apropiată de Ministerul rus al Apărării, iar vechiul său cunoscut, Igor Popușnoy, susține că nu a servit niciodată în armată, în timp ce Donald Rayfield și-a exprimat îndoiala că un cetățean al Transnistriei ar fi putut fi înrolat în forțele armate ruse.

### Securitate privată
Lilin susține că, după părăsirea armatei, a încercat să se angajeze în Sankt Petersburg, însă a fost respins pentru că era veteran de război. Cât timp se afla acolo, a fost arestat pentru deținere ilegală de arme și a stat în arest câteva luni, perioadă în care susține că a fost bătut în mod regulat. Conform acestui fir narativ, ulterior a lucrat ca agent de securitate privat pentru un grup de opoziție rus cu legături cu teroriști ceceni. Mai târziu a petrecut trei ani lucrând pentru o companie privată de securitate israeliană ca și consultant antiterorism. El afirmă că la un moment dat a lucrat ca instructor de exerciții pentru forțele naționale de securitate afgane.
În cele din urmă și-ar fi încheiat serviciul după ce și-ar fi rănit piciorul în Irak în timp ce lucra ca gardă de corp pentru oameni de afaceri occidentali. Într-un articol pe care l-a scris pentru L'Espresso, el a declarat că a fost împușcat, în timp ce în interviul cu Elena Cernenko a menționat că piciorul i-a fost rănit de o mină terestră, explicând apoi că a fost declanșată după ce un soldat american a sărit pe ea. El susține că ulterior s-a mutat în Siberia, unde a trăit cu un stră-unchi pe malul râului Lena, confruntându-se cu sindromul de stres posttraumatic. După ce s-a pensionat, pretinde că ar fi fost contactat de un fost camarad care îi oferea un post într-un grup de mercenari pro-Gaddafi în timpul războiului civil din Libia, ofertă pe care ar fi refuzat-o.

### Mutarea în Italia

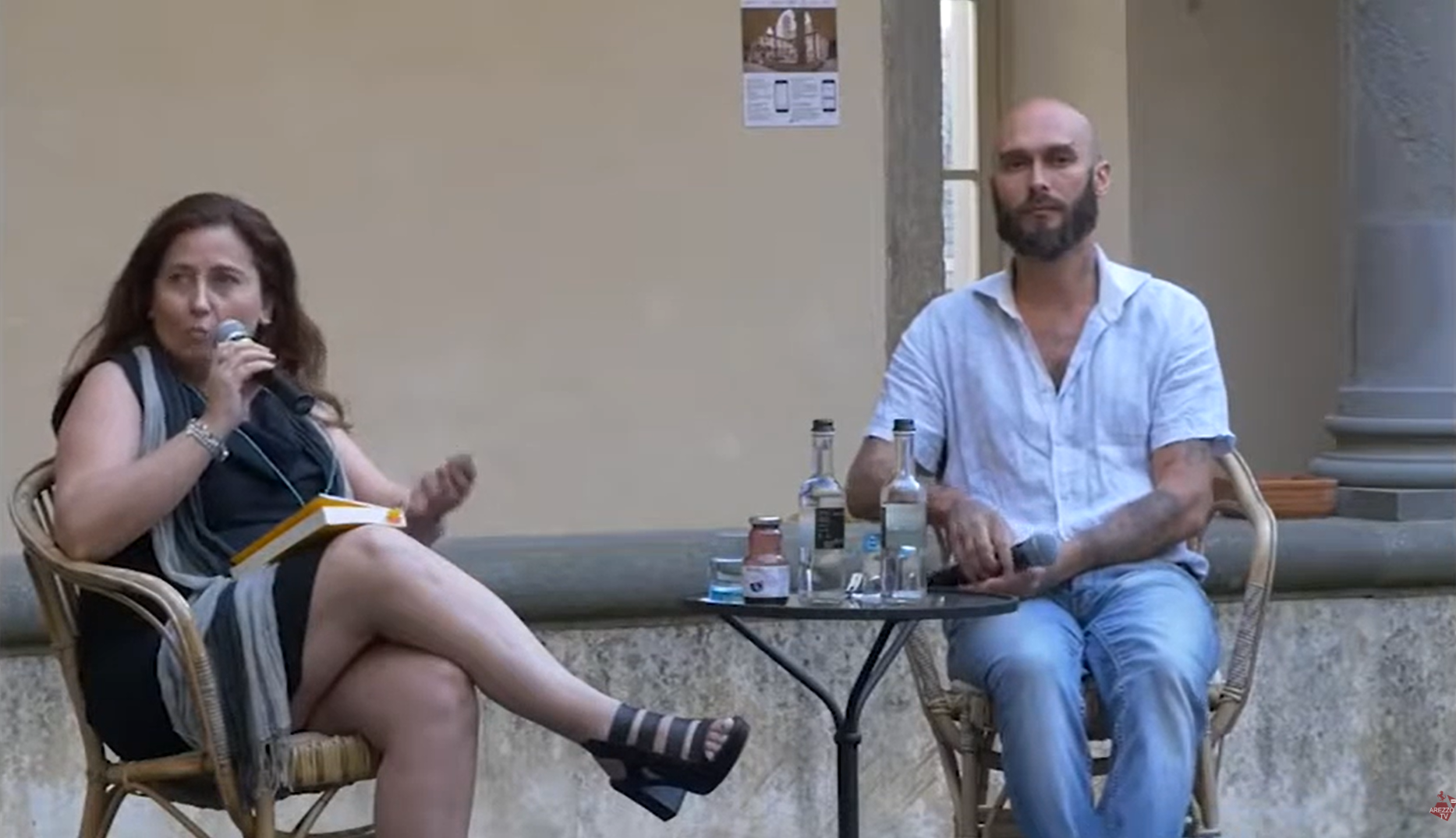
Lilin la cel de-al 5-lea Festival Cortona Mix, iulie 2016

Lilin s-a mutat în Italia în 2003 sau 2004. Înainte de aceasta, susține că ar fi dus o viață de vagabond prin Europa, la un moment dat având o relație amoroasă cu o neonazistă în Germania „care era mândră că este nepoata unui ofițer SS”. Apoi a plecat în Regatul Unit, dar a părăsit țara după ce a folosit un cuțit în timpul unei bătăi. Conform propriilor relatări, ulterior a ajuns în Irlanda de Nord și a început o relație cu o femeie a cărei familie avea legături cu IRA.
Spune că, inițial, intenționa să se stabilească în Irlanda pentru a lucra ca pescar, însă a fost păcălit să meargă în Italia de către mama sa, care i-ar fi spus în mod fals că are cancer. Susține că, începând din 2005, a petrecut doi ani lucrând pentru o companie de securitate afiliată Vaticanului, infiltrându-se în culte satanice, perioadă în care ar fi descoperit o rețea de pedofilie care opera în Europa și Rusia. Își atribuie și descoperirea prezenței MS-13 la Torino. Mai susține că, la un moment dat, a fost ținta unei tentative de asasinat comise de islamiști radicali la Torino, care i-ar fi plasat o bombă sub mașină.
A locuit o scurtă perioadă ca imigrant ilegal, după expirarea permisului de ședere. Situația sa a rămas incertă până când a fost „descoperit”, în 2005, de dramaturgul Franco Collimato, al asociației culturale Libre din Torino. A colaborat ca expert pentru piesa de teatru AK, il Canto dei Catari (AK, Cântecul catarilor) a lui Collimato, pusă în scenă în 2006, instruindu-i pe actori pentru secvențele despre război.

### Cariera literară

#### Educație Siberiană
În 2005, pe când lucra cu Libre, i s-a cerut să scrie povești pentru site-ul asociației. Scrierile sale au fost trimise editurii Einaudi de către dramaturgul Giorgio Cattaneo, iar acesta a primit o comandă pentru ceea ce avea să devină Educație Siberiană.
Romanul se pretinde a fi bazat pe experiențele din copilărie ale lui Lilin, trăite alături de gangsteri siberieni exilați în Transnistria. A devenit rapid bestseller în Italia, ajungând pe locul 10 în topul celor mai vândute cărți, potrivit la Repubblica, în aprilie 2009. Până în iulie același an, cartea vânduse peste 50.000 de exemplare în țară și fusese publicată în 40 de țări până în 2011. Romanul a fost adaptat într-un film regizat de Gabriele Salvatores în 2013. Lilin a participat la scrierea scenariului, aplicându-i chiar el tatuajele lui John Malkovich pentru interpretarea personajului său. În 2016 a avut loc o adaptare teatrală.

##### Laude
Roberto Saviano a scris o recenzie pozitivă în La Repubblica, căreia Lilin îi atribuie popularizarea romanului. Saviano a comentat că „pentru a citi această carte, trebuie să te pregătești să uiți categoriile de bine și rău așa cum le cunoști și să-ți lași deoparte sentimentele formate în suflet. Trebuie doar să o citești, punct”. Irvine Welsh, scriind pentru The Guardian, l-a lăudat pe Lilin pentru că a scris „nu atât o biografie a criminalității, cât o expunere detaliată a unei culturi uimitoare, una care, în fața globalizării, dispare trist sub ochii noștri. Spun «trist» deoarece, în ciuda violenței deseori extreme și a fetișismului armelor inherent în cultura criminală siberiană, ea funcționează după principii mai înalte decât cele urmărite de mainstream în Occident”. Richard Poplak de la National Post a rezumat romanul drept „o relatare energică și autentică, pe care ar trebui să o citească cei care vor să înțeleagă profund regiunea sau să-și îmbunătățească abilitățile de luptă cu cuțitul”.

##### Scepticism
Lilin se bazează pe vasta literatură despre viața în închisorile rusești și lumea criminală pentru a crea o sectă a cărei presupusă origine „siberiană” este fantastică, iar tradițiile, practicile și limbajul sunt preluate din binecunoscutele fraternități criminale din perioada sovietică și postsovietică [...]. Reacțiile furioase ale lui Lilin la adresa celor care pun la îndoială acreditările sale criminale se explică cel mai bine prin faptul că unele elemente ale cărții reflectă propria sa experiență, în timp ce cea mai mare parte provine din cărți și seriale de televiziune despre criminalitatea din închisori, cunoscute în Rusia.
Acuratețea factuală a romanului a fost contestată de numeroși jurnaliști și istorici. În 2009, jurnalista revistei La Stampa, Anna Zafesova a mers la Bender pentru a investiga afirmațiile din carte privind cultura bandelor siberiene și a intervievat mai mulți cunoscuți ai lui Lilin, precum și istorici ai zonei, care au ajuns la concluzia că povestea este o invenție. Istoricul Donald Rayfield a calificat cartea drept „fanteziile unui delirant”, iar atât el, cât și criminologul Federico Varese au atras atenția asupra afirmației false a lui Lilin conform căreia limbajul de cant rusesc, Fenia, ar proveni dintr-o limbă nativă siberiană. Varese a observat, de asemenea, că romanul îl prezintă ca personaj istoric pe fictivul Benya Krik și a remarcat că, deși scenele care descriu brutalitatea vieții în închisoare pot fi inspirate din experiențele personale ale lui Lilin, restul romanului este probabil derivat din cărți și seriale TV anterioare. Antropologul Michael Bobick a criticat portretizarea orașului Bender ca fiind deosebit de plin de criminalitate și l-a acuzat pe Lilin că „vinde occidentalilor propriile lor temeri cele mai adânci și întunecate despre Transnistria și Rusia”, adăugând că acesta „a găsit [...] un public captiv, dezinteresat de fapte”. Forumurile online frecventate de locuitori din Bender, potrivit lui Bobick, prezintă reacții la roman care variază de la neîncredere și râs până la furie și indignare la încercarea lui Lilin de a-și denigra orașul natal. „Poate în mod semnificativ, unii se declară uimiți că a reușit să îi tragă pe sfoară pe occidentali atât de ușor”. Zahar Prilepin a comparat premisa romanului cu un autor german contemporan care ar scrie despre „o escadrilă de foști ofițeri SS ascunși în pădurile de lângă Berlin, ascultând Wagner împreună cu copiii și nepoții lor, citind cu voce tare din operele lui Junge și bătând în tobe de tinichea în timp ce jefuiesc trenuri care trec”.
Ulterior, Lilin a susținut că romanul nu este o autobiografie, ci o colecție de povești culese din copilărie și din relatările bătrânilor. Cu toate acestea, pe coperțile ediției originale și ale celei germane, cartea a fost prezentată ca fiind autobiografică. Conform interviului său cu Elena Cernenko, Lilin a declarat că nu a avut control asupra modului în care romanul a fost etichetat, argumentând că acesta a fost un demers de marketing. Federico Varese a menționat că versiunea în limba engleză include un avertisment prin care se precizează că „anumite episoade reprezintă reconstituiri imaginative”, dar acesta lipsește în ediția italiană originală. Când a fost confruntat cu aceste aspecte de Piero Chiambretti și Paolo Bianchi într-un episod din 2010 al emisiunii de divertisment Chiambretti Night, Lilin a reacționat amenințându-i.
Romanul nu a fost niciodată tradus în rusa natală a lui Lilin și nici în vreo altă limbă vorbită la Bender sau Tiraspol. Efim Shuman de la Deutsche Welle a scris despre acuzațiile conform cărora Lilin ar fi interzis vânzarea drepturilor de publicare a cărții în Rusia și în fosta URSS de teama expunerii inexactităților factuale, în timp ce Cernenko, în timpul interviului său cu autorul, a menționat un zvon conform căruia Lilin ar fi interzis traducerea romanului de teamă că ar putea suferi represalii din partea bandelor criminale ruse și moldovenești. Lilin a negat aceste acuzații, declarând că a contactat două edituri rusești, dar a refuzat să le vândă drepturile deoarece doreau să prezinte romanul ca pe o denunțare a criminalității și să includă o prefață scrisă de un infractor rus condamnat.

#### Caduta libera
În 2010, Lilin a lansat Caduta libera (Cădere Liberă), o continuare a romanului Educație Siberiană, plasată în perioada celui de-al doilea război cecen. Potrivit unui interviu cu Francesca Colletti, scopul lui Lilin în scrierea sequelului a fost să ofere o prezentare realistă și nepărtinitoare a vieții în condiții de război.

Romanul a fost considerat în mare parte autobiografic, însă a fost criticat pentru numeroase inexactități legate de război și de situația din Cecenia. Oliver Bullough, într-un interviu din 2011 cu Lilin, a scris că „include întâmplări atât de improbabile, încât majoritatea editorilor le-ar fi recunoscut drept false, precum momentul în care Lilin găsește un cecen care avea o pușcă încărcată cu gloanțe hiper-precise umplute cu mercur lichid. O asemenea idee e absurdă, pentru că lichidul s-ar mișca în timpul zborului și le-ar face inutile”. A mai atras atenția asupra unei scene în care o luptă urbană ducea la moartea a 13 locotenenți-colonei. Tim Kucharewski observă cum romanul perpetuează mitul minelor antipersonal ascunse intenționat în jucării sau cutii de creioane colorate, despre care Lilin susține că ar fi fost fabricate în San Marino și folosite pe scară largă de luptătorii ceceni. Kucharewski remarcă faptul că legenda își are originea în războiului sovietico-afgan, dar că este și mai neverosimilă în contextul războaielor cecene:
Ce motivație tactic ar avea cecenii să deghizeze minele în jucării pe propriul lor teritoriu, când se confruntă doar cu soldați ruși? Dacă nu se invocă ideea că acestea ar fi fost folosite pentru a „ispiti copilul interior” al soldaților ruși care jefuiau posibile prăzi, e greu să găsești o explicație. Utilizarea „copiilor soldați” sau aducerea civililor „proprii” în zonele de conflict drept scuturi umane se numără printre puținele crime de război care nu au fost niciodată atribuite Federației Ruse în aceste războaie. Singurele persoane pe care aceste presupuse mine în formă de jucărie le-ar putea ademeni ar fi copiii ceceni. Prin urmare, cu excepția interpretării potrivit căreia acești ceceni erau „barbari” și „bandiți” care, dintr-un motiv sadic, voiau să-și ucidă sau mutileze propriii copii, vechea poveste cu mina-jucărie pare chiar mai puțin credibilă aici decât în alte războaie. Totuși, Nicolai Lilin chiar a susținut acest lucru, într-unul dintre paragrafele mai neverosimile ale textului, care oricum nu duce lipsă de exagerări.
În interviul cu Bullough, Lilin a negat că romanul ar fi un memorial și a spus că se bazează de fapt pe experiențele unui camarad, nu pe ale sale. În 2018 a afirmat că Caduta libera este cea mai ficționalizată dintre lucrările lui, spunând că a omis în mod intenționat numele locurilor și ale soldaților pentru a-și proteja foștii camarazi.

#### Alte lucrări
În 2012, Lilin a publicat Storie sulla pelle, un roman în care tatuajele funcționează ca metaforă pentru evoluția lumii moderne. În 2014 a lansat Il serpente di Dio, un roman plasat în Caucaz, care descrie coexistența pașnică a comunităților creștine și musulmane. În 2016, în romanul Spy story love story, Lilin a prezentat poveștile unor personaje care trăiesc schimbările de după destrămarea Uniunii Sovietice. În 2022, Lilin a publicat Ucraina. La vera storia („Ucraina: Adevărata poveste”).

### Alte aventuri
Lilin susține că este „kolșik” („cel care perforează”, un termen de argou pentru „tatuator”, derivat din verbul rusesc kolot, „a înțepa”), un titlu ereditar conferit artiștilor tatuatori siberieni care ar avea rol de „psiholog, judecător sau duhovnic” pentru cei pe care îi tatuează. A afirmat că a început să facă tatuaje la vârsta de opt ani și că a fost inițiat în arta tradițională a tatuajelor siberiene în timp ce se afla într-o închisoare pentru minori din Rusia. În 2013, Lilin a deschis un salon de tatuaje la Solesino numit Il Marchiaturificio, inaugurând o altă locație la Milano în 2017. Fotbalistul belgian Radja Nainggolan a fost unul dintre clienții săi.
În 2010 a fondat asociația sportivă Pro Patria Italia, al cărei colectiv includea veterani militari și ofițeri de poliție. Un an mai târziu, a înființat Kolima, un spațiu dedicat tinerilor artiști.
În 2013 a fost gazda versiunii italiene a documentarului Mankind: The Story of All of Us pe Italia 1. Trei ani mai târziu, a prezentat sezonul al doilea al emisiunii 60 Days In.
A colaborat cu Maserin și Paolo Pinna la proiectarea de cuțite și a publicat materiale didactice pentru Tadpoles Tactics. De asemenea, a scris articole pentru l'Espresso, la Repubblica, și TgCom24.

## Opinii și controverse

### Politică
Deși se descrie ca apolitic, Lilin a declarat într-un interviu din 2024 pentru Huffington Post că valorile sale sunt de stânga, dar „nu în sensul în care sunt definite în Italia”, precizând că este „bun sau rău, un produs al sistemului sovietic”. 
În trecut și-a exprimat susținerea față de Uniunea Europeană, în special pentru ajutorul acordat Bulgariei, iar ulterior i-a lăudat pe tinerii italieni de dreapta care solicită ieșirea Italiei din UE. În septembrie 2009, a fost criticat pentru că și-a prezentat romanul de debut într-un centru de conferințe CasaPound. În 2021, Lilin a devenit candidat pentru Europa Verde la alegerile municipale din Milano, dar s-a retras după ce au fost readuse în discuție pe rețelele sociale legăturile sale din trecut cu CasaPound și membri ai grupului neonazist Lealtà Azione.
Vederile sale au fost caracterizate drept neo-eurasiatice. Într-un articol din 2014, a descris eurasianismul ca fiind o „alternativă demnă și logică la dominația americană”, iar în 2021 a afirmat că ar fi dispus să voteze pentru partidul de dreapta Lega dacă acesta ar restabili relațiile diplomatice cu Rusia.
În timpul pandemiei de COVID-19 din Italia, Lilin s-a pronunțat împotriva vaccinărilor obligatorii și a certificatului digital UE COVID. În 2024, Lilin a devenit candidat pentru Pace Terra Dignità la alegerile europene din Italia. El a obținut 2.300 de voturi încircumscripția Italia de Nord-Vest, dar lista nu a depășit 2,08%, rămânând sub pragul electoral de 4%.

### Rusia și Putin
Inițial, Lilin a fost critic la adresa lui Vladimir Putin și a administrației sale. Într-o serie de interviuri și articole din sfârșitul anilor 2000 și începutul anilor 2010, Lilin a denunțat Al Doilea Război Cecen, legea „Cu privire la protecția copiilor împotriva informațiilor dăunătoare sănătății și dezvoltării lor”, bătaia primită de Oleg Kashin și uciderea jurnaliștilor ruși. În 2012, a acuzat numeroși politicieni ruși că și-ar fi făcut averile permițând producția de pornografie infantilă pentru Occident încă din anii 1990. L-a mai învinuit pe Putin pentru atentatele cu bombă din apartamentele rusești din 1999, pentru atentatele cu bombă din 2010 de la metroul din Moscova și pentru atacul de pe Aeroportul Internațional Domodedovo, exprimându-și susținerea față de protestele ruse din 2011-2013. Într-un interviu din 2013 pentru la Repubblica, Lilin a declarat:
Sunt îngrozit de cum merg lucrurile cu Putin, de legile sale homofobe, de cenzură, de pedofilia folosită ca mijloc criminal de a face bani. Corupția de tip occidental a pus stăpânire, de aceea Putin și Berlusconi sunt atât de prieteni și chiar seamănă între ei: amândoi au apelat la chirurgie estetică pentru a părea mai tineri, dar numai Satana nu îmbătrânește niciodată. Sunt demoni. […] Nu mai suport să trăiesc într-o astfel de țară, în care sinuciderea a rămas singura ieșire. […] Avem nevoie de o nouă revoluție, a ideilor, nu a armelor.
După anexarea Crimeei de către Rusia, Lilin și-a șters postările critice anterioare și a început să susțină consecvent acțiunile Rusiei. Într-un interviu din 2014, a declarat că reputația negativă a lui Putin în Italia se bazează pe denaturări promovate de „oameni care sprijină blocul atlantist”. Într-un interviu din 2020 pentru il Giornale, Lilin și-a exprimat opinia că rușii „adevărați” își doresc un țar și că Putin le împlinește dorința.  Întrebat dacă îl consideră pe Putin un dictator, a răspuns în 2021: „Sigur că este, dacă ne raportăm la conceptul de dictatură din viziunea politică modernă. Dar cu toții trăim astăzi în sisteme dictatoriale, peste tot”. Referitor la invazia rusă a Ucrainei din 2022, Lilin a afirmat:
[…] Rusia nu a început niciodată războaie coloniale sau [războaie] pentru extinderea teritoriului. […] Rușii nu vor să invadeze pe nimeni. Singurul motiv pentru care poartă război este de a-și asigura integritatea frontierelor. De aceea Putin a trimis armata în Ucraina, pentru că NATO desfășoară activități militare acolo din 1998, amenințând granițele Rusiei. Să spui că Putin vrea să invadeze Polonia și țările baltice e o prostie. Putin vrea să trăiască în pace, nu să aibă un pistol NATO îndreptat spre el.
În 2019, comentând presupusele relații financiare dintre Rusia Unită și Liga italiană, Lilin a comparat situația rușilor care trăiesc în Italia cu cea a evreilor din Germania nazistă. El este „partener onorific” al asociației Lombardia-Russia, apropiată de Lega, al cărei scop este „promovarea ideilor politice rusești” în Italia.

### Opinii antiucrainene
După Revoluția Demnității, Lilin a susținut numeroase acuzații despre genocid în Donbas și despre presupusul nazism al ucrainenilor. El neagă statalitatea Ucrainei, declarând că aceasta ar fi rusească și numește teritoriile de est ale Ucrainei, ocupate de Rusia, drept „Novorossiya”. Consideră că Revoluția din 2014 a fost o lovitură de stat sprijinită din afară și că America folosește Ucraina pentru a împiedica Europa să dezvolte relații mai strânse cu Rusia și China. Într-un articol de opinie din 2014 din L'Espresso despre războiul din Donbas, Lilin a scris:
Pentru a preveni noi pierderi de vieți omenești și pentru a stinge focul acestui război civil, Ucraina trebuie să înceteze să mai existe ca entitate statală. Guvernul, forțele de ordine și armata, care s-au făcut vinovate de crime împotriva umanității, trebuie arestate și aduse în fața justiției pentru responsabilitățile lor. NATO ar trebui desființată de îndată, având în vedere că blocul de țări care forma Pactul de la Varșovia a dispărut de peste două decenii. Se impune o intervenție militară a ONU pentru a dezarma ambele părți implicate în acest conflict. Așa-zișii „criminali naziști” de la Kiev, împreună cu colaboratorii și consilierii lor de la Washington, ar trebui să fie deferiți Curții Internaționale de Justiție de la Haga și pedepsiți cu toată strictețea prevăzută de lege. Doar așa și doar din acel moment ar putea apărea informații veridice și coerente din această țară devastată: abia atunci întreaga lume ar putea respira în sfârșit în libertate.
Într-o recenzie a cărții lui Lilin, Ucraina. La vera storia, Adriano Sofri a criticat volumul pentru că promovează ideea că identitatea națională ucraineană ar fi fost inventată de Polonia pentru a destabiliza Imperiul Rus, minimalizând importanța Holodomorului și ignorând complet Renașterea executată. Într-un interviu din 2022 pentru Il Piccolo, Lilin a susținut că Ucraina ar fi fost implicată în moartea lui Akhmad Kadyrov. În timpul candidaturii sale la alegerile din 2024 pentru Pace Terra DignitàPace Terra Dignità, singura poziție politică a lui Lilin și-a concentrat singurul punct de program pe oprirea transporturilor de arme către Ucraina.

### Teorii ale conspirației
A propagat teorii ale conspirației despre colanții albi, 9/11, asasinarea Anei Politkovskaia, zborul MH17 al Malaysia Airlines, asasinarea lui Boris Nemțov, atacul condus de Hamas asupra Israelului din 2023, și atacul de la Crocus City Hall, atribuind responsabilitatea Occidentului și aliaților săi în unele cazuri sau minimalizând implicarea Rusiei în altele. De asemenea, a răspândit, teorii conspiraționiste legate de George Soros, acuzându-l în special de excluderea Rusiei de la Jocurile Olimpice de iarnă din 2018.
Într-o conversație cu scriitorul rus Aleksandr Garros, Lilin a dezvăluit că el crede în teoria conspirației despre războiul evreiesc, spunând că a fost influențat de Licio Gelli. În noiembrie 2024, a afirmat că războiul ruso-ucrainean este un complot pus la cale de BlackRock pentru depopularea Ucrainei de slavi și înlocuirea lor cu coloniști evrei.
Într-un interviu din 2011, Lilin a susținut că unii membri ai guvernului rus și foști agenți KGB fac parte din „Sfânta Treime”, un grup care include membri ai „Semințiă Neagră”, o organizație criminală creată inițial de sovietici, pe care a descris-o drept „cea mai mare și mai puternică comunitate din lumea criminală rusă”.
Îi învinuiește pe Statele Unite că ar fi creat terorismului islamic în Caucaz pentru a destabiliza Rusia, și afirmă că rebelii ceceni din timpul celui de-al Doilea Război Cecen erau echipați cu dispozitive de monitorizare produse în America, furnizate de Georgia, pe care o acuză că ar fi promovat wahabismul în regiune. De asemenea, susține că a ucis mai mulți luptători ceceni care aveau pașapoarte americane.
A pretins că Anna Politkovskaia fusese „cumpărată” de liderul opoziției ruse Boris Berezovski și că asasinatul ei ar fi fost comis de wahhabiști plătiți de americani, cu scopul de a împiedica dezvăluirea legăturilor dintre wahhabiști și comandanți ruși corupți. L-a descris pe liderul opoziției Boris Nemțov, asasinat ulterior, drept „obsedat de sex” și a pretins că ar fi fost ucis de soțul uneia dintre iubitele sale.
Pe 9 iulie 2014, Lilin a scris că promovarea drepturilor LGBT în Ucraina după Revoluția din 2014, ar fi o stratagemă care să ascundă adevărata natură a guvernului de la Kiev în fața occidentalilor, comparând-o cu promovarea de către SUA a regimurilor de extremă dreapta sub pretextul răspândirii democrației în timpul Războiului Rece.
Crede că de partea susținută de Rusia în războiul din Transnistria s-au aflat mercenari din toată lumea, inclusiv din Ungaria, Germania și statele baltice, mai degrabă decât armata Moldovei, susținând la un moment dat că un cunoscut de-al său ar fi fost ucis în război de o lunetistă de 25 de ani din Estonia.

### Știri false
Pe 9 iulie 2014, Lilin a scris un articol în care a inclus o fotografie despre care afirma că prezintă o clădire guvernamentală ucraineană unde drapelul ucrainean ar fi arborat alături de un steag nazist. Ulterior s-a dovedit că era un cadru de producție din filmul rusesc Match. Mai târziu în același an, a distribuit un articol de pe site-ul conspiraționist german Wahrheit fuer Deutschland, în care se spunea că un pilot ucrainean ar fi recunoscut doborârea zborului MH17 al Malaysia Airlines. Site-ul a precizat apoi că sursa informației era o pagină satirică.
În 2015, în timpul crizei răpirii Gretei Ramelli și Vanessei Marzullo, Lilin a postat pe pagina sa de Facebook o fotografie cu o femeie înarmată, despre care pretindea că era Marzullo lucrând pentru răpitorii săi teroriști. Ulterior s-a dovedit că femeia din poză era de fapt o luptătoare kurd peshmerga. Mai târziu în același an, a distribuit un articol din Imola Oggi potrivit căruia forțele armate irakiene ar fi doborât două avioane britanice care transportau armament pentru ISIS. A șters postarea după reacțiile negative, dar a postat aceeași poveste, preluată de la agenția de știri Fars.
În 2023, a publicat pe canalul său de YouTube un videoclip în care susținea că un veteran ucrainean de război din Ternopil și-ar fi ucis soția și copiii după ce ar fi confundat steagul Franței, imprimat pe un castel gonflabil, cu un steag rusesc, fără a oferi vreo sursă pentru informație. În septembrie aceluiași an, Lilin a difuzat acuzația fabricată de Rusia conform căreia Human Rights Watch ar fi acuzat Ucraina că folosește bombe cu dispersie împotriva civililor.
În urma atacului de la Crocus City Hall, contul său de Twitter a fost suspendat temporar după ce a difuzat un videoclip din talk-show-ul rusesc 60 Minut, care conținea un deepfake cu politicianul ucrainean Oleksiy Danilov, ce pretindea responsabilitatea Ucrainei pentru atac, iar Lilin a postat un tweet susținând că unul dintre atacatori avea pașaport ucrainean.
După atacurile rusești asupra Ucrainei din 8 iulie 2024, Lilin a postat pe canalul său de YouTube un videoclip în care susținea că racheta care a lovit spitalul de copii Okhmatdyt era americană. Pe 10 iulie 2024, Lilin a publicat pe canalul său de Telegram un videoclip potrivit căruia Joe Biden ar fi comis adulter cu soția lui Jens Stoltenberg. În noiembrie aceluiași an, Lilin a răspândit informația contrazisă de fapte că Compania Coca-Cola ar profita de războiul ruso-ucrainean furnizând morgi mobile ucrainenilor.

### Amenințări și probleme juridice
Pe 19 august 2017, Lilin a postat pe Twitter un mesaj în care o acuza pe președinta Camerei Deputaților din Italia, Laura Boldrini, că ar fi „prietena” autorilor atacurilor de la Barcelona din 2017. În tweeturi ulterioare, a susținut că postarea se referea la întâlnirea lui Boldrini cu politicianul ucrainean de extremă dreapta Andriy Parubiy, pe care Lilin îl acuza de complicitate cu teroriștii islamici. Boldrini, care inițial ignorase tweetul, l-a dat în judecată pe Lilin pentru calomnie, după ce acesta a acordat interviuri în care a susținut că ea sprijină naziștii și ISIS.
Pe 9 august 2024, Lilin a încărcat pe canalul său de YouTube un videoclip în care pretindea că i-a fost confiscat pașaportul italian și că a „scăpat” din Italia, din cauza unor anchete judiciare și a faptului că ar fi fost declarat agent străin al Rusiei. O investigație a UIF (Unità di Informazione Finanziaria) din Italia a constatat că primise sume mari de bani nedeclarate timp de doi ani, 70% din acestea provenind din surse imposibil de urmărit, prin canale rusești de criptomonede.
La 19 august 2024, Tommaso Foti a anunțat că partidul Frații Italiei va deschide o anchetă parlamentară privind o serie de amenințări cu moartea lansate de Lilin la adresa jurnaliștilor Stefania Battistini și Simone Traini, pentru relatările lor despre incursiunea din august 2024 în regiunea Kursk.
În cadrul conferinței „Voci din Donbass” desfășurată la Genova, pe 1 martie 2025, Lilin a atras atenția presei exprimându-și furia față de un sketch comic realizat de Luca Bizzarri și Paolo Kessisoglu, care îl ironiza pe jurnalistul pro-Kremlin Vincenzo Lorusso. Lilin a declarat: „Înțeleg, glumele, satira, le fac și eu, dar când văd două personaje plictisite, inutile, limitate intelectual... care își bat joc de cei care aduc informații reale din război, îmi vine să le sparg capul la amândoi”. 

## Viața personală
Lilin are două fiice, de la două femei diferite. În 2022, era într-o relație cu o femeie din Bender, stabilită la Milano, care deține o companie de produse cosmetice. În 2023, a început să locuiască în Arabia Saudită cu o italiancă asociată cu Red Sea Global. Este catolic practicant.

## Scrieri

### Romane
- Lilin, Nicolai (2009). Educazione siberiana (în Italian). Einaudi. ISBN 978-8806195526.
  - Lilin, Nicolai (2013). Educație Siberiană. Univers. ISBN 9789993186663.
- Lilin, Nicolai (2010). Caduta libera (în Italian). Einaudi. ISBN 978-8806200633.
- Lilin, Nicolai (2011). Il respiro del buio [Respirația întunericului] (în Italian). Einaudi. ISBN 978-8806208899.
- Lilin, Nicolai (2014). Il serpente di Dio [Șarpele lui Dumnezeu] (în Italian). Einaudi. ISBN 978-8806218898.
- Lilin, Nicolai (2016). Spy story love story (în Italian). Einaudi. ISBN 978-8806229559.
- Lilin, Nicolai (2018). Il marchio ribelle [Brandul rebel] (în Italian). Einaudi. ISBN 978-8806235062.
- Lilin, Nicolai (2019). La leggenda della tigre [Legenda tigrului] (în Italian). Einaudi. ISBN 978-8806237264.

### Volume de nuvele
- Lilin, Nicolai (2012). Storie sulla pelle [Povești despre piele] (în Italian). Einaudi. ISBN 978-8806230210.
- Lilin, Nicolai (2017). Favole fuorilegge [Haiduc basme] (în Italian). Einaudi. ISBN 978-8806195533.
- Lilin, Nicolai (2021). Le fiabe della terra addormentata [Basmele tărâmului adormit] (în Italian). Mondadori Electa Junior. ISBN 978-8891833501.

### Biografii
- Lilin, Nicolai (2020). Putin. L'ultimo zar [Putin. Ultimul tar] (în Italian). Piemme. ISBN 978-8855447331.
- Lilin, Nicolai (2024). Rasputin. L'angelo dell'apocalisse [Rasputin. Îngerul apocalipsei] (în Italian). Piemme. ISBN 978-8856693829.

### Non-ficțiune
- Lilin, Nicolai (2015). Un tappeto di boschi selvaggi [Un covor de pădure sălbatică] (în Italian). Rizzoli. ISBN 978-8817083713.
- Lilin, Nicolai (2019). Criminal Tattoos vol 1 (în Italian). Il Randagio Edizioni. ISBN 978-8894499506.
- Lilin, Nicolai (2022). Ucraina. La vera storia [Ucraina. Povestea adevărată] (în Italian). Piemme. ISBN 978-8856689631.
- Lilin, Nicolai (2023). La guerra e l'odio. Le radici profonde del conflitto tra Russia e Ucraina [Război și ură. Rădăcinile adânci ale conflictului dintre Rusia și Ucraina] (în Italian). Piemme. ISBN 978-8856687699.